# Yibuti en los Juegos Olímpicos de París 2024
Yibuti estuvo representado en los Juegos Olímpicos de París 2024 por siete deportistas, cinco hombres y dos mujeres, que compitieron en tres deportes.
Los portadores de la bandera en la ceremonia de apertura fueron los atletas Mohamed Ismail Ibrahim y Samiya Hasan Nur. El equipo olímpico yibutiano no obtuvo ninguna medalla en estos Juegos.